# Заједно за Србију
 Заједно за Србију (скраћено ЗЗС) била је политичка странка левог центра у Србији. Предводио ју је Небојша Зеленовић.

## Историја
Странку је створила распаднута фракција Демократске странке (ДС) у периоду након избора 2012. након којих је председник Борис Тадић изгубио од свог противкандидата Томислава Николића и дешавају се унутрашњи аргументи о превременим страначким изборима и Тадићевом повлачењу из руководства, задовољивши се почасном председничком титулом, у корист градоначелника Београда, Драгана Ђиласа. Укупно 6 посланика напустило је ДС и са Сањом Чековић из Изворног Српског покрета обнове (ИСПО)  основали су 2012. посланички клуб „Заједно за Србију”. Њен вођа био је бивши министар, Душан Петровић.
У новембру 2013. Изворни Српски покрет обнове (ИСПО) чији је лидер у био бивши потпредседник Српског покрета обнове (СПО) и бивши министар за вере и дијаспору Срђан Срећковић,  колективно је приступио странци.
На изборима 2014. ЗЗС се удружио са фракцијом ДС Бориса Тадића у фази формирања, а на изборима су наступили у коалицији са Лигом социјалдемократа Војводине (ЛСВ).
Странка је 2018. била један од оснивача велике шаторске опозиционе коалиције, под називом Савез за Србију (СзС). Савез је бојкотовао парламентарне изборе у Србији 2020. године. У мају 2019. ЗЗС је формирао синдикат са Демократском странком (ДС) и Тадићевом СДС. Заједно за Србију су 23. фебруара 2020. објавили да ће учествовати на изборима 2020. на локалном (општинском) нивоу у  Шапцу због чега је странку напустио потпредседник Срђан Срећковић а недуго након тога је руководство Савеза за Србију прокоментарисало да се Заједно за Србију дисквалификовала из ове опозиционе коалиције .
Странка одржава блиске везе и сарађује са левим центром Не давимо Београд (НДБ), а раније је имала везе са центристичким Грађанским демократским форумом (ГДФ). У јулу 2021. ЗЗС је саопштио да је поднео захтев за чланство у Европској зеленој странци. У јуну 2021. вођа ЗЗС Небојша Зеленовић најавио је формирање „Акције”, политичке групе која је формирала око 28 еколошких грађанских група које подржавају „Зелени договор за Србију”. Касније током еколошких протеста у новембру Зеленовић, Добрица Веселиновић, вођа НДБ-а и Александар Јовановић Ћута, еколошки активиста и дефакто вођа протеста, најавили су формирање заједничке листе за предстојеће опште изборе и изборе за одборнике Скупштине града Београда. Медији су коалицију назвали „Зелено-леви блок”. Формирање је финализовано 19. јануара, када је јавности саопштено да је коалиција званично формирана.

## Резултати на изборима

### Парламентарни избори
| Година | # гласова                       | % од важећих                    | # посланика | Промена посланика | Коалиција           | Статус        |
| ------ | ------------------------------- | ------------------------------- | ----------- | ----------------- | ------------------- | ------------- |
| 2012.  | одвајање од Демократске странке | одвајање од Демократске странке | 7 / 250     | 7                 | –                   | опозиција     |
| 2014.  | 204.767                         | 5,70%                           | 2 / 250     | 5                 | са СДС—ЗС—ЛСВ       | опозиција     |
| 2016.  | 227.589                         | 6,02%                           | 1 / 250     | 1                 | са ДС—Нова—ДСХВ—ЗЗШ | опозиција     |
| 2020.  | бојкот избора                   | бојкот избора                   | 0 / 250     | 1                 |                     | без посланика |
| 2022.  |                                 |                                 |             |                   | Морамо              |               |

### Председнички избори
| Година | Кандидат         | #  | 1. круг — гласови | %    | #   | 2. круг — гласови | % | Напомене                    |
| ------ | ---------------- | -- | ----------------- | ---- | --- | ----------------- | - | --------------------------- |
| 2017.  | Вук Јеремић      | 4. | 206.676           | 5,66 | Н/Д | —                 | — | независни кандидат; подршка |
| 2022.  | Биљана Стојковић |    |                   |      |     |                   |   | кандидат коалиције Морамо   |